# Body Rock
Body Rock är en amerikansk musik- och dansfilm från 1984 regisserad av Marcelo Epstein med Lorenzo Lamas i huvudrollen Filmen handlar om en ung man som är duktig på breakdance.  Filmen innehöll musik av Laura Branigan. Maria Vidal sjöng låten Body Rock som var med. Lamas var nominerad som sämsta skådespelare på Golden Raspberry Awards. I filmen sjöng han låten Fools Like Me som blev hans enda listplacering på Billboard Hot 100.

## Rollista
| Lorenzo Lamas     | – Chilly   |
| Vicki Frederick   | – Claire   |
| Cameron Dye       | – E-Z      |
| Michelle Nicastro | – Darlene  |
| Ray Sharkey       | – Terrence |
| Seth Kaufman      | – Jama     |
| Rene Elizondo     | – Snake    |